# Jordan Remacle
Pour les articles homonymes, voir Remacle.
Jordan Remacle est un footballeur belge reconverti en entraineur, né le 14 février 1987 à Verviers. Il évoluait comme milieu de terrain.
Il est actuellement l'entraîneur de La Calamine.

## Biographie
Jordan Remacle a vécu son enfance dans le village de Wegnez (arrondissement de Verviers, commune de Pepinster).
C'est son père, Rudy Remacle, qui lui transmet la passion du ballon rond. Ce dernier a d'ailleurs lui aussi marqué les esprits en équipes provinciales, mais Jordan jouera assez tôt à des échelons plus élevés.
En 2012, La Gantoise, le prête une saison à Waasland-Beveren, le 1er juin 2013, il revient à La Gantoise.
Le 17 juin 2013, il quitte La Gantoise et rejoint le KSC Lokeren. Au cours du mercato d'hiver 2016, il rejoint le Sporting de Charleroi.

## Palmarès
- Champion de Belgique de D2 en 2011 avec Louvain